# Christian Braun
Christian Nicholas Braun (Burlington, Kansas, 17 de abril de 2001) es un jugador de baloncesto estadounidense que pertenece a la plantilla de los Denver Nuggets de la NBA. Mide 1,98 metros y juega en la posición de escolta.
Es el quinto jugador en la historia en ganar de forma consecutiva un título de la NCAA y otro de la NBA. Antes lo hicieron  Bill Russell (San Francisco en 1956 y Boston Celtics en 1957),  Henry Bibby (UCLA en 1972 y New York Knicks  en 1973),  Magic Johnson (Michigan State en 1979 y  Los Angeles Lakers en 1980) y Billy Thompson (Louisville en 1986 y Los Angeles Lakers en 1987). 

## Trayectoria deportiva

### Instituto
Braun jugó al baloncesto para el Blue Valley Northwest High School en Overland Park, Kansas. En su último año, promedió 27,8 puntos, 9,3 rebotes y 3,8 asistencias por partido, lo que llevó a su equipo a un tercer título estatal consecutivo de Clase 6A. Fue nombrado Mr. Kansas Basketball y Gatorade Player of the Year de Kansas.

### Universidad
Jugó tres temporadas con los Jayhawks de la Universidad de Kansas, en las que promedió 10,8 puntos, 5,0 rebotes, 1,8 asistencias y 1,0 robos de balón por partido. Fue incluido en el 2º mejor quinteto de la Big 12 Conference en su temporada júnior. En la Final Four contra Villanova, se convirtió en el jugador número 65 en alcanzar los 1000 puntos para Kansas, terminando ese partido con 10 puntos y ayudando a los Jayhawks a llegar a la final. En la final contra los North Carolina Tar Heels anotó 12 puntos y 12 rebotes para su quinto doble-doble de la temporada, lo que ayudó a Kansas a recuperarse de una desventaja de 40-25 al descanso. En la posesión final de ese partido, defendió el intento de tres puntos de Caleb Love, sellando la victoria y dándole su primer título de la NCAA.
El 24 de abril de 2022 se declaró elegible para el draft de la NBA, manteniendo su elegibilidad universitaria. El 25 de mayo confirmó que permanecería en el draft de la NBA y renunciaría a su temporada sénior.

#### Estadísticas
| Año     | Equipo | PJ  | PT | MPP  | %TC  | %3P  | %TL  | RPP | APP | ROB | TPP | PPP  |
| ------- | ------ | --- | -- | ---- | ---- | ---- | ---- | --- | --- | --- | --- | ---- |
| 2019–20 | Kansas | 31  | 5  | 18.4 | .431 | .444 | .731 | 2.9 | .5  | .7  | .2  | 5.3  |
| 2020–21 | Kansas | 30  | 30 | 31.2 | .380 | .340 | .786 | 5.2 | 1.9 | 1.2 | .4  | 9.7  |
| 2021–22 | Kansas | 40  | 39 | 34.4 | .495 | .386 | .733 | 6.5 | 2.8 | 1.0 | .8  | 14.1 |
| total   | total  | 101 | 74 | 28.5 | .449 | .378 | .749 | 5.0 | 1.8 | 1.0 | .5  | 10.1 |

### Profesional
Fue elegido en la vigésimo primera posición del Draft de la NBA de 2022 por los Denver Nuggets. Su primera titularidad con el equipo llegó el 20 de diciembre, en un partido en casa contra los Memphis Grizzlies. Jugó 29 minutos, y registró 13 puntos, 3 rebotes y 1 asistencia, ayudando a Denver a ganar 105-91.
El 12 de junio de 2023 se proclama campeón de la NBA por primera vez en su carrera tras vencer a Miami Heat en la final de la NBA.

## Estadísticas de su carrera en la NBA
|  | Denota temporadas en las que fue Campeón de la NBA |

### Temporada regular
| Año     | Equipo | PJ  | PT | MPP  | %TC  | %3P  | %TL  | RPP | APP | ROB | TPP | PPP  |
| ------- | ------ | --- | -- | ---- | ---- | ---- | ---- | --- | --- | --- | --- | ---- |
| 2022-23 | Denver | 76  | 6  | 15.5 | .495 | .354 | .625 | 2.4 | .8  | .5  | .2  | 4.7  |
| 2023-24 | Denver | 82  | 4  | 20.2 | .460 | .384 | .694 | 3.7 | 1.6 | .5  | .4  | 7.3  |
| 2024-25 | Denver | 79  | 77 | 33.9 | .580 | .397 | .827 | 5.2 | 2.6 | 1.1 | .5  | 15.4 |
| Total   | Total  | 237 | 87 | 23.3 | .528 | .384 | .752 | 3.8 | 1.7 | .7  | .4  | 9.2  |

### Playoffs
| Año   | Equipo | PJ | PT | MPP  | %TC  | %3P  | %TL  | RPP | APP | ROB | TPP | PPP  |
| ----- | ------ | -- | -- | ---- | ---- | ---- | ---- | --- | --- | --- | --- | ---- |
| 2023  | Denver | 19 | 0  | 13.0 | .533 | .200 | .579 | 2.1 | .6  | .6  | .2  | 3.2  |
| 2024  | Denver | 12 | 0  | 17.0 | .426 | .222 | .688 | 2.7 | .8  | .2  | .4  | 5.1  |
| 2025  | Denver | 14 | 14 | 38.9 | .453 | .296 | .710 | 6.4 | 2.4 | 1.2 | .7  | 12.6 |
| Total | Total  | 45 | 14 | 22.1 | .462 | .273 | .667 | 3.6 | 1.2 | .7  | .4  | 6.6  |